# Leidang

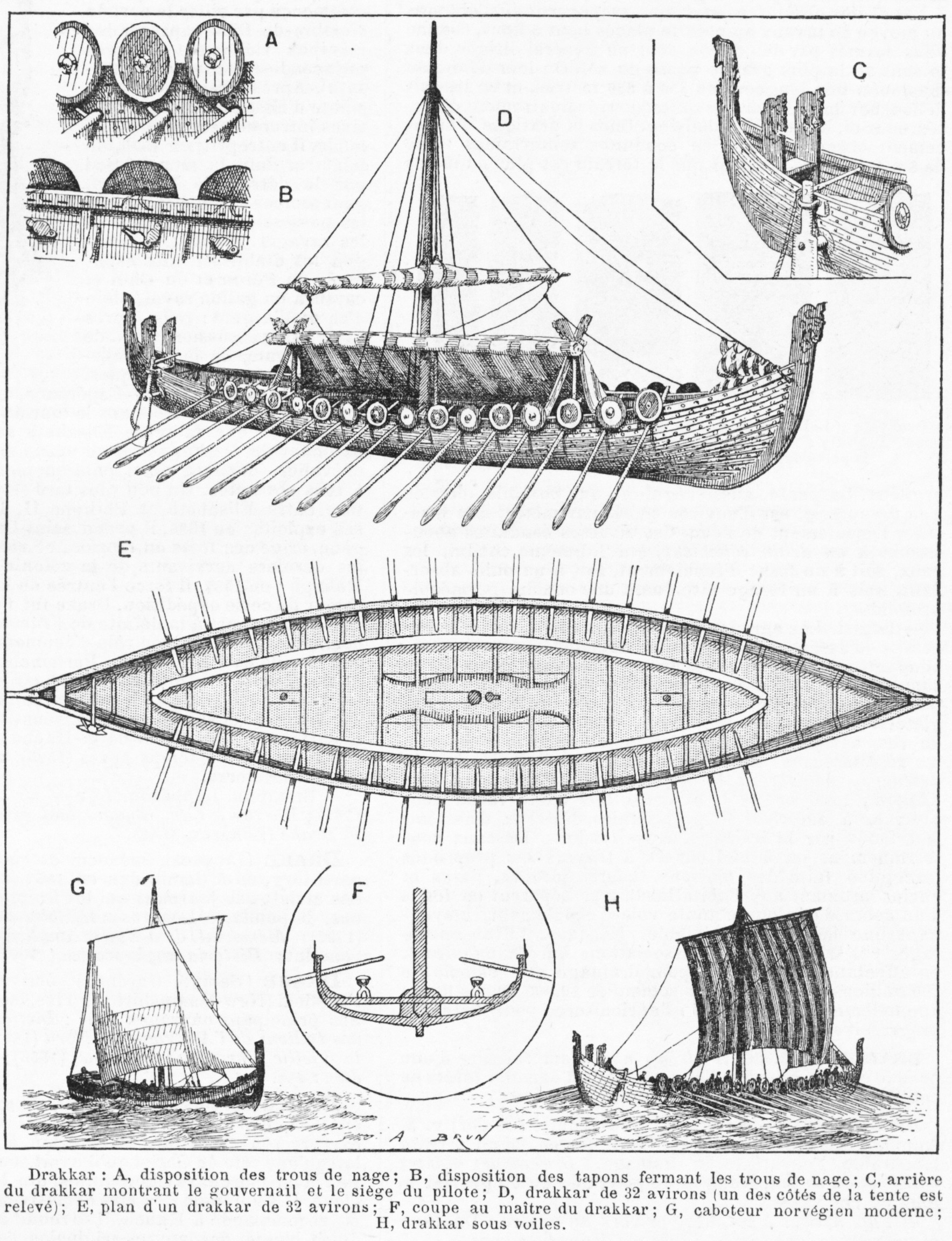
Dracar, típica embarcação das incursões viquingues do leidang

Leidang (em nórdico antigo: leiðangr; em norueguês e dinamarquês: leding; em sueco, ledung; em latim: expeditio ou algumas vezes lething em inglês) era uma instituição de conscrição pública composta por camponeses livres (bóndaherrin) típica da Escandinávia medieval. Foi uma forma de conscrição para organizar frotilhas costeiras e atuar em incursões estacionais e a defesa do reino.

## Origem
O leiðangr se estabeleceu na Idade Média e não na Era Viquingue, como alguns afirmam. Similar aos hundred dos povos germânicos, os centenos (centeni) são descritos por Tácito no ano 98. Tácito mencionou a poderosa frota dos Suíones, que poderia basear-se no leidang Não obstante, a vista que todas as fontes são medievais (a mais antiga, a instituição legal ancestral dos Gulating) corresponderia ao século XI o mais rapidamente ou já entrou no XII como mais provável, mas não certo. Antes do leidang a defesa do reino provavelmente era baseada em contribuições voluntárias para a defesa da frota. Com a ascensão das monarquias, a contribuição tornou-se uma obrigação.

## Estrutura
O leiðangr era um sistema que organizava uma frota costeira com um objetivo defensivo, comércio de tipo coercitivo, saques e guerras agressivas. Normalmente, a frota fazia saídas para suas incursões durante dois ou três meses de verão. Todos os homens livres estavam obrigados a participar no leiðangr, todos eles eram chamados às armas quando forças invasoras ameaçavam o território, mas só uma pequena fração dos navios participava nas expedições que, a princípio, eram proveitosas. Muitos nobres e chefes tribais tentavam introduzir seu povo tanto quanto era possível.
As terras estavam divididas em distritos e compunham a tripulação, "skipreiða" (em nórdico antigo), "skipæn" (em dinamarquês) ou "roslag" (em sueco). Os agricultores deviam construir e equipar um novo navio. O tamanho está predefinido com um número concreto de remos, em princípio quarenta remos. Na Noruega houve até 279 desses distritos. O líder do distrito era chamado "styrimaðr" ou "styræsmand", o que dirige, e sua função era de capitão do navio. A menor unidade era a equipe de camponeses, quem tinham que armar e prover com um remador ("hafnæ" em dinamarquês, "manngerð" em nórdico antigo).
Segundo a Lei da Uplândia, os hundred de Uplândia deviam prover pelo menos quatro navios a cada ano, os de Vestmânia dois navios e Roslagen, um. As antigas leis de leiðangr exigem a cada homem, como mínimo, armar-se a si mesmo com um machado e uma espada, que se somavam ao escudo e a lança, e por cada bancada de remos (normalmente dois homens) um arco e 24 flechas. Mais tarde, no século XII e XIII, esse código foi modificado e aumentaram o equipamento aos cidadãos mais honoráveis, com elmos e malhas, escudos, lanças e espadas, que era o equipamento mínimo de um agricultor acomodado ou um burguês para se equipar para a guerra.

## Evolução
No século XI os nobres mandavam estas conscrições, mesmo a partir do século XII até o XIV não era estranho que um bispo encabeçasse um leiðangr. Em algumas partes da Escandinávia, o leiðangr se converteu em um imposto durante os séculos XII e XIII, pago por todos os agricultores livres até o século XIX, embora a leva dos barcos fosse frequentemente chamada às armas e foi comum durante os séculos XIII ao XV. A frota leiðangr norueguesa chegou inclusive até a Escócia em 1260. O uso da leva em forma de imposto, no lugar de prover uma força naval, foi mais frequente na Dinamarca e Suécia que na Noruega, já que o reino da Noruega dependia mais de suas forças navais que das bases em terra.

## Fyrd na Inglaterra
Nos tempos da Inglaterra anglo-saxã, a defesa se organizava no fyrd, uma milícia formada nos distritos ameaçados por um ataque. O serviço era de curta duração e era esperado que os participantes aportassem suas próprias armas e provisões. A origem do fyrd pode se encontrar a partir do século VII e parece que a obrigação dos ingleses a servir na leva é anterior a qualquer evidência escrita. 
Supõe-se que foi Alfredo de Inglaterra quem desenvolveu o sistema do fyrd e foi muito usado pelo rei Haroldo II da Inglaterra em 1066, como exemplo de resistência à invasão frente a Haroldo III da Noruega e Guilherme, o Conquistador.
O historiador David Sturdy é muito cauteloso sobre o fyrd ser precursor de exércitos nacionais contemporâneos, composto por pessoas de qualquer classe social:
A persistente crença de que camponeses e pequenos fazendeiros se uniram para formar um exército nacional ou "fyrd" é uma estranha fantasia inventada por antiquários no final do século XVIII ou início do XIX para justificar o serviço militar obrigatório universal.